# Домбровский, Александр Иосифович
Алекса́ндр Ио́сифович Домбро́вский (19 декабря 1889, Мелитополь, Таврическая губерния, Российская империя— сентябрь 1972, Ростов-на-Дону, СССР) — советский врач-рентгенолог и радиолог. Доктор медицинских наук, профессор.

## Биография
Александр Домбровский родился 6 (19) декабря 1895 года в Мелитополе Таврической губернии. После окончания экстерном Московской 11-й гимназии (1914) он учился на медицинском факультете Юрьевского университета (1914—1919). Вернувшись в Россию, сдал экзамены на степень лекаря в Донском университете (1920) и получил право на врачебную практику.
Работал ординатором Донского университета, служил в Красной Армии госпитальным врачом. В 1925 году в Ростове-на-Дону возглавил Физико-терапевтический институт, затем стал ассистентом-рентгенологом Донского университета и одновременно заведовал рентгеновским кабинетом городской больницы. В 1934 году перешёл ассистентом Ростовского медицинского института и стал кандидатом наук, доцентом, а через несколько лет защитил диссертацию на соискание учёной степени доктора медицинских наук (1937). Его избрали зав. кафедрой рентгенологии и радиологии и вскоре присвоили звание профессора (1939)..
Во время Великой Отечественной войны служил в эвакогоспиталях в Ростове, Актюбинске, Томске и возглавлял кафедру Томского университета.
После излечения в госпитале вернулся в Ростов на довоенное место работы и занял прежнюю должность. Не оставляя её, стал директором (1946), а затем зам. директора по науке новооткрытого Ростовского областного рентгенорадиологического и онкологического института.
Когда в СССР в связи с «Делом врачей» развернулась антисемитская кампания, А. И. Домбровского обвинили в «космополитизме», «семейственности», применении «вредительских методов диагностики и лечения» и т. п. и лишили работы. Соответствующее решение учёного совета Ростовского мединститута было принято 2 апреля 1953 года. Но уже через два дня «Правда» сообщила о прекращении сфабрикованного «Дела врачей-вредителей». В связи с этим А. И. Домбровского называют «последним фигурантом» этого дела.
Вскоре Домбровского восстановили на работе, и он заведовал кафедрой до конца жизни.

### Семья
- Отец — Иосиф Мордухович Домбровский (1872—1919), мелитопольский купец[5], староста еврейского молитвенного дома в Васильево Мелитопольского уезда[6]. Мать — Либа Лейбовна Домбровская (урождённая Райхенштейн, ?—1911).
- Брат — Марк Иосифович Домбровский (1899—?)[5], кандидат технических наук, доцент Ростовского института сельскохозяйственного машиностроения.
- Сестра — Мария Иосифовна Домбровская (1897—?), заведующая клинической лабораторией Ростовского онкологического института (1946—1956).[7].
- Жена — Ида Абрамовна Домбровская, врач-офтальмолог.
  - Дочь — Елена Александровна Домбровская (1926—2014), патологоанатом, доктор медицинских наук, профессор.
  - Сын — Иосиф Александрович Домбровский (1924—1962), начальник медсанчасти Ростовского аэропорта, погиб в авиакатастрофе.
    - Внуки — Виктор Иосифович Домбровский (1950—2019), доктор медицинских наук, профессор; Юрий Анатольевич Домбровский (род. 1949), профессор, лауреат Государственной премии СССР, специалист в области математической экологии.

## Научная деятельность
Профессиональные интересы А. И. Домбровского были связаны с широчайшим кругом вопросов рентгенологии и радиологии — профилактика, диагностика, терапия, влияние рентгеновских лучей и радиации на организм и др. Результаты его исследований и практических разработок важны для кардиологии, ангиологии, онкологии. Начиная с 1927 года, он опубликовал свыше 70 научных работ на русском, французском, немецком и английском языках (в том числе шесть монографий) и стал обладателем ряда авторских свидетельств.
Под его научным руководством выполнены и защищены 2 докторские и 27 кандидатских диссертаций. Он создал (1937) и до конца жизни возглавлял Ростовское общество рентгенологов и радиологов, был зам. председателя Всероссийского общества рентгенологов и радиологов, членом редакционного совета журнала «Вестник рентгенологии и радиологии».
Главный рентгенолог Ростова-на-Дону В. В. Ковалерчук вспоминала: 

 Профессор всегда был для нас примером бескорыстия, одухотворенности, благородства, научной бескомпромиссности. Он передал своим ученикам порядочность, человеческую и профессиональную культуру, умение трудиться и бесконечную преданность рентгенологической службе

## Основные работы
- Домбровский А. И.  «Рентгенокимография сердца». Ростов н/Д: Ростиздат, 1938. — 124 с.
- Домбровский А. И. «Основы рентгенологии». Ростов н/Д: Ростиздат, 1938. — 172 с.
- Домбровский А. И. «Справочник по ретгенодиагностике для практических врачей». Ростов н/Д: Ростведиздат, ч. 1, 1939. — 44 с.; ч. 2, 1940 — 92 с.
- Домбровский А. И. , Крический А. С. «Рак и борьба с ним». Ростов н/Д: Ростиздат, 1938. — 124 с.
- Домбровский А. И. «Основы лучевой терапии» : Ч. 1. Ростов н/Д: Ростиздат: 1949. — 172 с.; Ч. 2. Ростов н/Д: Книжное изд-во, 1958. — 215 с.
- Домбровский А. И. «Рентгенология». Ростов н/Д: Книжное изд-во, 1961. — 222 с.

Более полный перечень работ см..